# Siemens-Halske Sh.III

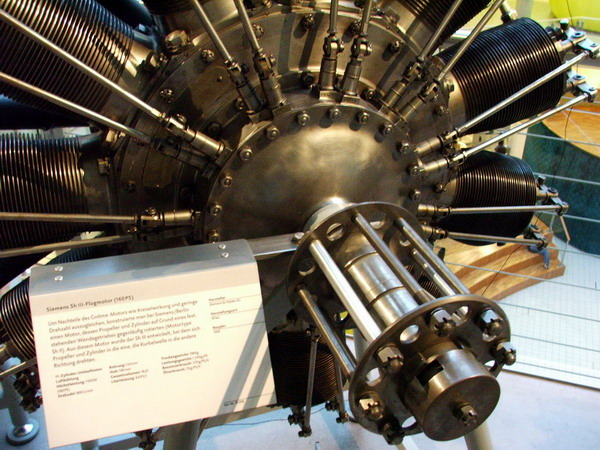
Particolare del mozzo a cui veniva calettata l'elica.

Il Siemens-Halske Sh.III era un motore aeronautico rotativo a 11 cilindri raffreddato ad aria prodotto dall'azienda tedesco imperiale Siemens-Schuckertwerke negli anni dieci del XX secolo.
Sviluppato sull'esperienza del precedente Sh.I, l'Sh.III ne era una versione ingrandita e capace di esprimere una potenza superiore e venne utilizzato per motorizzare diversi velivoli di produzione tedesca utilizzati durante la prima guerra mondiale. Fu inoltre realizzata una versione surcompressa dello stesso denominata Sh.IIIa

## Storia

### Sviluppo
Durante lo svolgimento della prima guerra mondiale la Siemens-Schuckertwerke venne invitata dall'Idflieg a progettare ed a sviluppare motori che potessero essere utilizzati dalla Luftstreitkräfte, la forza aerea tedesco imperiale. Dopo aver prodotto i precedenti Sh.I ed Sh.II l'esigenza di avere a disposizione motori sempre più avanzati per equipaggiare velivoli sempre più tecnicamente complessi, e conseguentemente dal maggior peso a vuoto, l'azienda sviluppò una versione ingrandita nelle misure del modello Sh.I.
Come il precedente, l'Sh.III manteneva l'impostazione tecnica peculiare che vedeva le parti interne del motore, biella madre, biellette, albero motore, girare in senso orario (visto frontalmente) mentre il basamento e l'elica ad esso connessa, soluzione utilizzata negli altri motori rotativi tradizionali, in senso antiorario. Altra peculiarità del motore era l'introduzione di un completo impianto d'alimentazione che permettevano al motore di raggiungere una potenza erogata di 160 PS (118 kW).
Questa particolare soluzione presentava una serie di vantaggi a costo di alcuni svantaggi:
I vantaggi si riassumevano in un incremento dell'efficienza dell'elica attraverso la riduzione delle sollecitazioni dovute alla forza centrifuga, dato che il motore raggiungeva una velocità di rotazione di 900 giri al minuto ma che risultava equivalente ad una rotazione complessiva di 1 800 giri/min, e la fornitura di prestazioni ad alta quota superiori ai motori dell'epoca grazie dell'elevato rapporto di compressione raggiunto. Le masse in gioco controrotanti favorivano inoltre la cancellazione delle forze secondo quanto spiegato dalla legge di conservazione del momento angolare, ad ogni oggetto del quale viene forzata la rotazione, va associata una coppia di forze di reazione contraria che agisce sul supporto. Una serie di ingranaggi conici ospitati sia all'interno della parte posteriore del basamento sia presenti nelle parti interne del motore permettevano alle due sezioni di girare in direzioni opposte.
Il principale svantaggio era però una conseguenza del ridotto numero di giri con cui si riduceva anche l'efficienza nel raffreddare adeguatamente i cilindri, specie in un motore dalle notevoli dimensioni quale era l'Sh.III. Il problema aumentò verso la fine del conflitto anche per la mancanza di disponibilità di olio di ricino, usato come lubrificante. L'uso del "Voltol", un sostituto derivato da oli minerali, diminuì la durata prevista della vita operativa dalle originarie 10 alle sole 7 ore prima che i pistoni tendessero a grippare nei cilindri.

## Velivoli utilizzatori
Germania
- Albatros D.XI
- Pfalz D.VIII
- Pfalz Dr.I
- Roland D.XVI
- Siemens-Schuckert D.II
- Siemens-Schuckert D.III
- Siemens-Schuckert D.IV